# Petra Hůlová
Petra Hůlová (ur. 12 lipca 1979 w Pradze) – czeska pisarka współczesna.

## Życiorys
Urodziła się i mieszka w Pradze. Pochodzi z rodziny o literackich i artystycznych tradycjach. W 2003 roku ukończyła kulturologię i mongolistykę na Uniwersytecie Karola w Pradze. W czasie studiów przez rok mieszkała w Mongolii, kilkakrotnie odwiedzała Stany Zjednoczone, prawie rok mieszkała w Nowym Jorku. Od 2014 roku jest współwłaścicielką kawiarni Zenit w Pradze. Należy do Partii Zielonych (cz. Strana zelených) i kandydowała z ramienia tej partii w Wyborach do Parlamentu Europejskiego w 2014 roku. Jest członkinią i aktywną działaczką czeskiego Związku Pisarzy (czes. Asociace spisovatelů). Wykładała kreatywne pisanie w prywatnej szkole wyższej Literární akademie w Pradze. Jej mężem jest Dan Macek, mają dwoje dzieci. W 2015 roku była jednym z gości Festiwalu Literackiego Sopot poświęconego literaturze czeskiej.

## Twórczość

### Proza
Zadebiutowała powieścią Paměť mojí babičce w 2002 roku (pol. Czas czerwonych gór, 2007), napisaną po powrocie z Mongolii. Tematem książki jest życie mongolskiej rodziny widziane oczami należących do niej kobiet. Powieść została przyjęta entuzjastycznie przez czytelników i krytykę, otrzymała nagrodę Magnesia Litera w kategorii Odkrycie Roku.
Następnie Hůlová wydała nowelę Přes matný sklo (2004), której akcja rozgrywa się w Czechach a tematem jest relacja między matką i synem.
W roku 2005 ukazała się powieść Cirkus Les Mémoires, w książce przeplatają się historie wielu bohaterów żyjących w Stanach Zjednoczonych (głównie w Nowym Jorku) poprzez które autorka ukazuje mit Ameryki jako kraju nieskończonych możliwości. Inspiracją do powstania książki był pobyt Hůlovej w Nowym Jorku na stypendium Fundacji Fulbrighta na City University of New York.
W 2006 roku opublikowano powieść Umělohmotný třípokoj (pol. Plastikowe M3, czyli czeska pornografia, 2013), za którą autorka otrzymała Nagrodę Jiřího Ortena (czeska nagroda literacka dla młodych pisarzy). Utwór ten doczekał się adaptacji w postaci sztuki teatralnej pt. Česká pornografie . Sztuka była wystawiana w latach 2007–2010 w Divadle Na zábradlí (Teatr na Balustradzie). Tematem powieści jest historia życia i doświadczenia erotyczne współczesnej praskiej prostytutki.
W roku 2008 została wydana piąta książka autorki, powieść Stanice tajga(pol. Stacja tajga, 2011), za którą autorka otrzymała Nagrodę Josefa Škvoreckiego. Jest to historia zaginionego na Syberii w latach 40. XX wieku duńskiego przemysłowca oraz studenta, który kilkadziesiąt lat później podejmuje próbę ustalenia, co się z nim stało.
Kolejna powieść Hůlovej pt. Strážci občanského dobra ukazała się w 2010 roku. Bohaterką powieści jest Czeszka, marksistka i rasistka, z jej perspektywy ukazany został upadek komunizmu, aksamitna rewolucja.
W 2012 roku ukazała się powieść Čechy, země zaslíbená. Jest to historia Olgi, ukraińskiej imigrantki, która mieszka i pracuje jako sprzątaczka w Czechach.
W 2014 roku została wydana Macocha. Główną bohaterką i narratorką jest pisarka alkoholiczka, a narracja prowadzona jest w postaci monologu. Jest to najbardziej osobista książka Hůlovej, jednocześnie autorka konsekwentnie odmawiała rozmów na temat tej książki. Książka doczekała się zarówno pozytywnych, jak i negatywnych recenzji.
Jej książki zostały przetłumaczone na wiele języków, poza polskim na angielski, niemiecki, włoski, francuski, szwedzki i węgierski.
| Tytuł czeski, rok wydania      | Tytuł polski, rok wydania, tłumacz                                   |
| ------------------------------ | -------------------------------------------------------------------- |
| Paměť mojí babičce, 2002       | Czas czerwonych gór, 2007, przeł. Dorota Dobrew                      |
| Přes matný sklo, 2004          |                                                                      |
| Cirkus Les Mémoires, 2005      |                                                                      |
| Umělohmotný třípokoj, 2006     | Plastikowe M3, czyli czeska pornografia, 2013, przeł. Julia Różewicz |
| Stanice tajga, 2008            | Stacja tajga, 2011, przeł. Piotr Godlewski                           |
| Strážci občanského dobra, 2010 |                                                                      |
| Čechy, země zaslíbená, 2012    |                                                                      |
| Macocha, 2014                  | Macocha, 2017, przeł. Julia Różewicz                                 |
| Stručné dějiny Hnutí, 2018     | Krótka historia Ruchu, 2021, przeł. Julia Różewicz                   |
| Zlodějka mýho táty, 2019       |                                                                      |

### Pozostałe utwory i publikacje
W 2016 roku w Teatrze Švandy na Smíchově (czes. Švandovo divadlo na Smíchově) odbyła się premiera sztuki według powieści Iana McEwana pt. Betonowy ogród (czes. Betonová zahrada), autorką adaptacji jest Hůlová.
Publikowała artykuły w czasopismach Respekt, Souvislosti, Literární noviny, Babylon i Týden. Jej artykuły na temat literatury, aktualnych wydarzeń politycznych i problemów społecznych ukazują się między innymi na łamach internetowego dziennika Echo24.cz.
W 2015 i na początku 2016 roku występowała w cyklicznej audycji Prolomit vlny (pol. Przełamać fale) na antenie Stacji Radio Wave Czeskiego Radia, gdzie przedstawiała swoje poglądy i refleksje związane m.in. z aktualnymi problemami społecznymi.